# 爾朱欽
爾朱欽（？—？），字敬伯，陝西省西安府耀州富平縣（今原平市）人，明朝初年官員。

## 生平
尔朱钦素有文名。洪武三年（1370年），明朝首次开科取士，尔朱钦中式第一名举人。次年（1371年）联捷辛亥科吳伯宗榜進士。铨选蒲圻县县丞，政绩卓著。乾隆《富平县志》及《蒲圻县志》皆有傳。

## 參看
- 明朝解元列表